# Josh Wicks
Joshua Myiah "Josh" Wicks, född 1 november 1983 i Landstuhl, Västtyskland, är en amerikansk före detta fotbollsmålvakt.

## Karriär
I februari 2014 värvades Wicks av AFC United, där han skrev på ett tvåårskontrakt. I februari 2016 förlängde han sitt klubbkontrakt med ett år. Under november 2016 blev det klart att Wicks spelar med IK Sirius i Allsvenskan 2017. Wicks förlängde sedan sitt kontrakt med ytterligare två år. I april 2018 testade Josh Wicks positivt för spår av kokain.
Efter två års avstängning för dopning skrev Wicks i februari 2020 på för nygamla klubben AFC Eskilstuna. I februari 2021 förlängde han sitt kontrakt med ett år. Efter säsongen 2021 lämnade Wicks klubben då han inte fick förlängt kontrakt. I april 2022 blev Wicks klar för division 2-klubben Syrianska FC.
I december 2024 meddelade Wicks att han avslutade sin fotbollskarriär.